# Priacanthidae
Priacanthidae är en familj av fiskar. Priacanthidae ingår i ordningen abborrartade fiskar (Perciformes). Enligt Catalogue of Life omfattar familjen Priacanthidae 18 arter.
Arterna förekommer i tropiska och subtropiska hav över hela världen. De kännetecknas av stora ögon. Kroppslängden är vanligen upp till 30 cm och stora arter kan nå en längd av 50 cm. Vuxna exemplar är främst aktiva på natten och de jagar andra fiskar.
Släkten enligt Catalogue of Life:
- Cookeolus
- Heteropriacanthus
- Priacanthus
- Pristigenys